# Trond Brænne

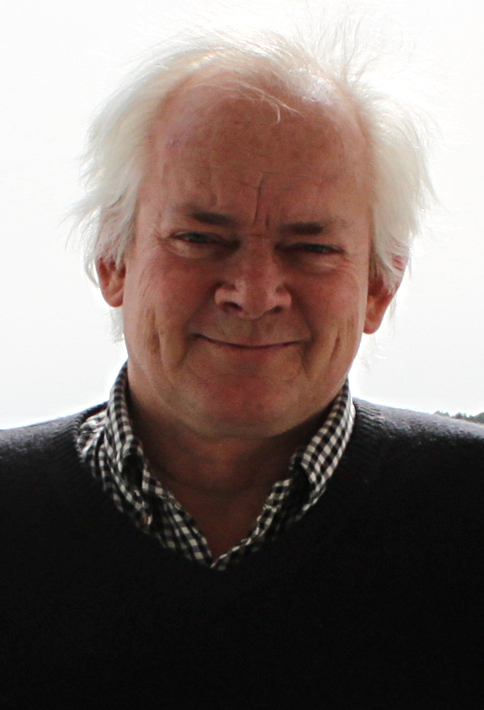
Trond Brænne in Aust-Agder, 2011.

Trond Brænne (* 31. Juli 1953 in Oslo; † 16. März 2013 ebenda) war ein norwegischer Schauspieler und Autor.

## Leben
Brænne begann 1974 als Student am Det Norske Teatret aufzutreten. Dort war er von 1977 bis 1996 fest als Theaterschauspieler engagiert. Seine erste Hauptrolle hatte er als David in Mot raudt lys (Gegen rotes Licht) von Yvonne Keuls. Beim alljährlichen Freilufttheater Maridalsspillet (Historisches Spiel) an der Ruine der Margaretakirken (Magaret-Kirche) in Maridalen bei Oslo war er von 1974 bis zu seinem Tode als Theaterschauspieler und Regisseur beteiligt.
Ab Mitte der 1990er Jahre legte Brænne den Schwerpunkt seines Schaffens auf Kinder- und Jugendliteratur. Er hat auch zahlreiche Hörspiele veröffentlicht und als Lyriker Liedtexte geschrieben. 2009 veröffentlichte er seine Werke auf der Schallplatte Bamsen er borte und wurde dafür im selben Jahr für den norwegischen Musikpreis Spellemannprisen in der Sparte Kinder- und Jugendliteratur nominiert. 2010 wurde er für den Literaturpreis Brageprisen in der gleichen Sparte nominiert.
Brænne war außerdem als Filmschauspieler in zahlreichen Rollen und bei vielen norwegischen Film- und Fernsehproduktionen tätig. Seinen ersten Filmauftritt hatte er 1979 in dem Film Kronprinsen in der Rolle als Vorstandsmitglied; ab 2005 trat er auch in der Filmreihe Kommissar Isaksen als Astle Tengs auf, die nach der Kriminalromanreihe Cato Isaaksen der Schriftstellerin Unni Lindell verfilmt wurden. Mehrere Auftritte als Basse Jensen, dem Vater von Kjell, hatte er von 2001 bis 2010 in der Filmreihe der norwegischen Olsenbande Junior. Brænne spielte 2012 ebenfalls in der ersten Folge Reality Check der Fernsehserie Lilyhammer in der Rolle eines Wildhüters mit.
Er lebte mit der norwegischen Schriftstellerin, Bühnenbildnerin, Illustratorin und Zeichnerin Iben Sandemose zusammen. Seine Tochter Kaia Brænne ist ebenfalls als Schriftstellerin tätig, sein Sohn Bendik Brænne ist ein in Norwegen bekannter Sänger, Songschreiber und Saxophonist. 1999 erlitt Brænne mehrere Herzinfarkte, die letztendlich zu einer Herztransplantation führten. Nach dem erfolgreichen Eingriff und anschließender Genesung war er bis zu seinem Tod weiterhin beruflich sehr aktiv tätig. Am 15. März 2013 brach Brænne während der Arbeit wohl aufgrund eines durch eine Ruptur eines hirnversorgenden Blutgefäßes verursachten Schlaganfalls zusammen. Trotz intensivmedizinischer Behandlung starb Brænne am folgenden Tag. Seine Urne wurde nach einer Feuerbestattung am 2. April 2013 in Haslum beigesetzt.

## Filmografie
- 1979: Kronprinsen
- 1985: Alma
- 1987: Feldmann saken
- 1989: Vertshuset den gyldne hale (Fernsehserie)
- 1993: Fortuna (Fernsehserie)
- 1994: Egentlig
- 1994: Ein Sommer voller Geheimnisse (Ti kniver i hjertet)
- 1994: Über Storch und Stein (Over stork og stein)
- 1995: Hører du ikke hva jeg sier!
- 1996: Offshore (Fernsehserie)
- 1996: Mot i brøstet (Fernsehserie)
- 1997: D'ække bare, bare Bernt (Fernsehserie)
- 1998: Sonny, der Entendetektiv (Solan, Ludvig og Gurin med reverompa) (Sprechrolle)
- 1998: Karl & Co (Fernsehserie)
- 1998: Cellofan – med døden til følge
- 1998: Der Tod hat eine Postleitzahl (1732 Høtten)
- 1999: The Longest Journey (Sprechrolle)
- 2000: Da jeg traff Jesus… med sprettert (Sprechrolle)
- 2001: Fox Grønland
- 2001: Olsenbandens første kupp (Fernsehserie)
- 2004: Skolen als Dag
- 2003: Kitchen Stories (Salmer fra kjøkkenet)
- 2003: Jonny Vang
- 2004: Seks som oss
- 2004: Olsenbanden Junior på rocker'n
- 2005: Olsenbanden Junior på cirkus
- 2005: Kommissar Isaksen – Gefangene Träume (Drømmefangeren)
- 2005: Kommissar Isaksen – Das 13. Sternbild (Slangebaereren)
- 2005: Johnny und Johanna
- 2007: Kommissar Isaksen – Nattsøsteren
- 2007: Kommissar Isaksen – Sørgekåpen
- 2007: Tatt av kvinnen – Gekrallt (Tatt av kvinnen)
- 2007: Olsenbanden jr. Sølvgruvens hemmelighet
- 2009: Olsenbanden jr. og det sorte gullet
- 2008: Kommissar Isaksen – Orkestergraven
- 2009: Kommissar Isaksen – Honningfellen
- 2010: Olsenbanden jr. Mestertyvens skatt
- 2012: Lilyhammer (Fernsehserie)
- 2012: Døden i en setning (Kurzfilm)
- 2013: Solan og Ludvig - Jul i Flåklypa (Animationsfilm, Stimme als Theodor Felge bzw. Reodor Felgen)
- 2013: Der Halbbruder (Halvbroren, Fernsehserie)
- 2014: Mammon, 1. Folge
- 2014: Eyewitness – Die Augenzeugen (Øyevitne) (Miniserie)

## Bibliographie
- Meine Katze ist ein Elch, Altberliner Verlag, Berlin, München 1994, ISBN 3-357-00399-6
- Gnu, Bonnier Carlsen Forlag, Oslo 1995, ISBN 82-424-0891-2
- Vidundermiksturen, Cappelen, Oslo 1999, ISBN 978-82-02-18758-3
- Rottene kommer, Cappelen, Oslo 2000, ISBN 978-82-02-19043-9
- Burgerkrim, Cappelen, Oslo 2001, ISBN 978-82-02-21132-5
- Røde hunder, gemeinsam mit Iben Sandemose; Cappelen, Oslo 2003, ISBN 82-02-23047-0
- Ole Brumm og Tussis fødselsdag, Oslo 2003
- Mareritt i Casa Bianca, Cappelen, Oslo 2004, ISBN 978-82-02-23450-8
- Revedrepere, Cappelen, Oslo 2005, ISBN 978-82-02-24356-2
- Dundøden, Cappelen, Oslo 2006, ISBN 978-82-02-26468-0
- Vi bare gjør det, Cappelen, Oslo 2006, ISBN 978-82-02-26292-1
- Vi gir oss ikke, Cappelen, Oslo 2007, ISBN 978-82-02-27775-8
- Uvenner, gemeinsam mit Kaia Brænne, Bendik Brænne und Per Dybvig (Illustrator), Aschehoug, Oslo 2008, ISBN 978-82-03-24991-4, No Longer Friends, deutsche Ausgabe Carl Hanser Verlag
- Fru Andersen har hump i halen, gemeinsam mit Per Dybvig, Cappelen, Oslo 2009, ISBN 978-82-02-30918-3
- Bestefar er en rev, gemeinsam mit Anders Kaardahl, Cappelen, Oslo 2009, ISBN 978-82-02-30469-0
- Du kjære lille snekkerbu, mit Astrid Lindgren[8], Cappelen, Oslo 2012, ISBN 978-82-02-37526-3

## Auszeichnung
- 1998: Kardemommestipendet, Preis verbunden mit einem Reise- und Bildungsstipendium
- 2001: Teskjekjerringprisen zusammen mit Maj Britt Andersen und Geir Holmsen
- 2009: Nominierung für den Spellemannprisen
- 2010: Nominierung für den Brageprisen